# 4 Clubbers
4 Clubbers ist eine deutsche Techno- und Danceproduktion bestehend aus den Junkfood Junkies und Future Breeze.

## Geschichte
Als 4 Clubbers veröffentlichten sie ihren bekanntesten Song, einen Remix aus dem Trance-Stück Children von Robert Miles, im Jahr 2001. Dieser Remix führte neben den deutschen auch die europäischen Techno- und Clubcharts an. In den deutschen Singlecharts schaffte es Children auf Platz 39 und hielt sich dort vier Wochen. Auf der zweiten Single Together debütierte mit Stephanie Glesen, eine bis dahin unbekannte Sängerin. Together wurde ebenfalls ein Dancehit. Auf der Single Time, welche das Quartett 2007 veröffentlichte, stammt die Stimme von Silvy de Bie.

## Gruppenmitglieder
- Markus Boehme (Future Breeze)
- Martin Hensing (Future Breeze)
- Bernd Johnen (Junkfood Junkies)
- Jens Kindervater (Junkfood Junkies)

## Veröffentlichungen

### Alben
- 2002: 4 Clubbers – Children
- 2004: 4 Clubbers – Secrets / Sonar

### Singles
- 2001: 4 Clubbers – Children
- 2002: 4 Clubbers – Someday
- 2002: 4 Clubbers – Together
- 2003: 4 Clubbers – Hymm / Someday
- 2003: 4 Clubbers – Why Don’t You Dance With Me
- 2004: 4 Clubbers – Elements Of Culture
- 2004: 4 Clubbers – Sectrets / Sonar
- 2006: 4 Clubbers – Let Me Be Your Fantasy
- 2007: 4 Clubbers – Time
- 2008: 4 Clubbers – Try And Try

### Remixes
- 2002: Dee Dee – The One (4 Clubbers Remix)
- 2004: 4 Strings – Come Closer (4 Clubbers Remix)
- 2004: Ron van den Beuken – Endless (4 Clubbers Remix)
- 2004: B-Real – A New Day (4 Clubbers Remix)

### Inoffizielle Veröffentlichungen
- 2002 4 Clubbers – Children (Future Breeze Remix)